# Лангдан (Северна Дакота)
Лангдан (енгл. Langdon) град је у америчкој савезној држави Северна Дакота.

## Демографија
По попису из 2010. године број становника је 1.878, што је 223 (-10,6%) становника мање него 2000. године.
| Група             | 2000.         | 2010.         |
| Белци             | 2.061 (98,1%) | 1.819 (96,9%) |
| Афроамериканци    | 3 (0,1%)      | 4 (0,2%)      |
| Азијати           | 2 (0,1%)      | 4 (0,2%)      |
| Хиспаноамериканци | 16 (0,8%)     | 15 (0,8%)     |
| Укупно            | 2.101         | 1.878         |